# Tapeinochilos naumannii
Tapeinochilos naumannii là một loài thực vật có hoa trong họ Costaceae. Loài này được Warb. miêu tả khoa học đầu tiên năm 1891.